# Penn (Buckinghamshire)
Penn è un villaggio e parrocchia civile dell'Inghilterra, appartenente alla contea del Buckinghamshire.